# ガーデンナイフ

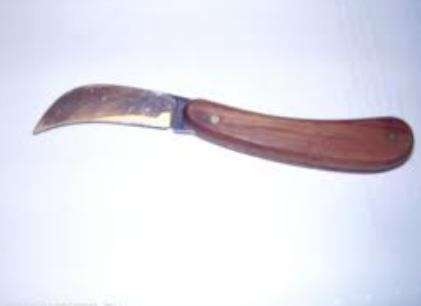
代表的な形状のガーデンナイフ

ガーデンナイフ（英語: Garden Knife, Garden Knives《複数形》）とは、園芸（ガーデニング）もしくは農作業に用いられる比較的小型の刃物の名称である。
ガーデニングナイフ（Gardenig Knife）またはガーデナーナイフ（Gardener Knife）とも呼ばれ、生花業で用いられるものはフローリストナイフ（florist Knife）またはフラワーナイフ（Flower Knife）と呼ばれる。
また、「山菜掘り」と呼ばれるナイフの別称としても「ガーデンナイフ／ガーデニングナイフ」の呼称が用いられることがある。

## 概要
折り畳み式（フォールディングナイフ）のものが多く、草花や樹木の枝や花卉（かき）、果実といったものを切り取りやすいように刃先が内側に湾曲、もしくは傾斜しているものが多い。
生育している植物の茎を切る場合、切り口が乱雑になると導管が潰れてしまい、水を十分に吸い上げることができなくなり（「水揚げが悪くなる」と表現される）、鮮度が失われるため、鋭い刃付けが施されている。
使用する目的によって刃の形状には多くの派生形があり、鎌のように大きく湾曲したものや、鋭い切っ先を持つものもある。

## 接木小刀
日本では和式刃物の一つとして接木小刀（つぎきこがたな）と呼ばれる小刀が存在する。刃身が三角形であることや、折り畳み式ではないことなどが異なるが、用途は同じものである。